# 石川昂弥
石川 昂弥（いしかわ たかや、2001年6月22日 - ）は、愛知県半田市出身のプロ野球選手（内野手）。右投右打。中日ドラゴンズ所属。

## 経歴

### プロ入り前
半田市立有脇小学校・半田市立亀崎中学校出身で、小学2年生の時に「ツースリー大府」で野球を始め、小学6年生の時には中日ドラゴンズJr.に選抜された。また、亀崎中時代は「知多ボーイズ」に所属し、3年生の時には「NOMOジャパン」（総監督：野茂英雄）に選出されロサンゼルスへ遠征した。
愛知県名古屋市の私立東邦高校へ入学。1年生春からベンチ入りし、2年生春の第90回記念選抜高等学校野球大会で、「4番・三塁手」として先発出場したが、1回戦（花巻東高校戦）で敗退した。2年生夏に行われた県の地区大会では6試合で打率.737を記録。同年秋から主将を務め、エース兼3番打者として秋季東海大会優勝。
3年生春の第91回選抜高等学校野球大会で、エースとして全5試合に先発登板しいずれも勝利投手となり、打者としても3本塁打を記録し、同校の甲子園史上最多となる春5回目の優勝に貢献した。夏の県大会では2回戦敗退。その後に行われた第29回U-18 W杯の代表メンバーに選出される。U-18 W杯では、全8試合で4番打者を務め、主軸として24打数8安打1本塁打9打点、打率.333の成績を残す。
2019年10月17日に開催された2019年度新人選手選択会議で、オリックス・バファローズ、中日ドラゴンズ、福岡ソフトバンクホークスの3球団が1位指名し、中日が交渉権を獲得した。11月1日に契約金1億円、出来高5000万円・年俸1500万円で仮契約。背番号は2。

### 中日時代
2020年、春季キャンプは二軍（読谷）スタートとなった。2月17日には左肩の違和感を訴え、左肩腱板炎と病院で診断された。5月の自主練習期間で打撃フォームをオープンスタンスに改造したことが報じられた。前日の試合で負傷した高橋周平に代わり、7月12日に初の一軍昇格。同日の対広島東洋カープ戦（ナゴヤドーム）に、「7番・三塁手」としてスタメンで初出場し、2回裏に遠藤淳志からプロ初打席初安打となる二塁打を打った。7月22日の対読売ジャイアンツ戦（ナゴヤドーム）では8回裏に澤村拓一から左越適時安打を放ち、プロ初打点を記録した。しかし、7月28日の対広島戦（MAZDA_Zoom-Zoom スタジアム広島）で高橋がスタメンに復帰してからは代打での出場となり、その後7月31日に登録抹消となった。オフに225万円減となる推定年俸1275万円で契約を更改した。
2021年、6月25日のウエスタン・リーグの対阪神タイガース戦（阪神鳴尾浜球場）で桑原謙太朗から死球を受けて途中交代となり、左尺骨骨折と診断された。6月30日に左尺骨の骨接手術を受け、全治3か月以上かかる見込みとなった。10月23日のフェニックス・リーグで実戦復帰したものの、同年は一軍出場なし。11月14日に、175万円減となる推定年俸1100万円で契約を更改した。
2022年は、開幕一軍入り。4月5日の対東京ヤクルトスワローズ戦（明治神宮野球場）でプロ初本塁打を記録した。4月終了時点で打率.222であったが、阿部寿樹と並んでチームトップタイの16打点を記録した。5月は6日の対阪神戦（バンテリンドーム ナゴヤ）で両者無得点で迎えた延長10回一死満塁の打席で青柳晃洋から自身初のサヨナラ安打を放ち、大野雄大の完封勝利をアシストした。9日に新型コロナウイルスに感染したことが判明し登録抹消されたが、24日に一軍復帰。ところが、27日の対オリックス・バファローズ戦（京セラドーム大阪）で、4回の打席で三ゴロに倒れた際に一塁への走塁で左膝を負傷し、29日に登録抹消された。31日に左膝前十字靱帯不全損傷と診断されたことが発表された。7月1日に岐阜県内の病院で再建手術を受けた。同年は37試合の出場で打率.225、5本塁打、19打点の成績であった。オフの11月10日に、400万円増となる推定年俸1500万円で契約を更改した。また、入団以来故障が続き「心機一転」のためという自身の希望で背番号を25に変更した。
2023年の春季キャンプ終了時点で、本人は手術後の状態について「8割くらいは回復」していると話していた。4月6日のウエスタン・リーグ、対オリックス戦（ナゴヤ球場）で11か月ぶりに試合に出場。その後二軍で打率.545、2本塁打と結果を残し、同月13日に一軍の練習に参加した。翌14日の対巨人戦（バンテリンドーム ナゴヤ）で自身初めて中日で第111代目の4番打者で先発出場すると、同月16日の対巨人戦（バンテリンドーム ナゴヤ）で2回二死三塁の打席で赤星優志から適時打を放ち、4番打者で初打点を記録。更に同月20日の対ヤクルト戦（明治神宮野球場）では石川雅規から前年5月8日の対阪神戦以来、347日ぶりの本塁打を放った。5月26日の対横浜DeNAベイスターズ戦（バンテリンドーム ナゴヤ）では4回無死無走者の打席でロバート・ガゼルマンから決勝本塁打を放ち、1-0で勝利に貢献した。中日で日本人の右の4番打者の本塁打による1-0勝利は1993年の落合博満以来30年ぶり。6月は月間打率.113、0本塁打と低迷したが、7月は11日の対ヤクルト戦（バンテリンドーム ナゴヤ）でサイスニードから2回無死無走者の打席で史上4球団目となる球団通算9000本塁打、6回二死無走者の打席で本塁打を放ち、自身初の1試合2本塁打を記録した。22日の対広島戦（マツダスタジアム）では2回無死無走者の打席で森下暢仁からプロ入り4年目で自身初のシーズン10本塁打を放った。中日でプロ入り4年目以内に2桁本塁打を記録した高卒選手は1993年の種田仁以来30年ぶり。最終的に自身初の規定打席に到達し、シーズン通算では全てキャリアハイとなる121試合に出場、打率.242、13本塁打、45打点の成績を残した。オフの11月26日に1500万円増となる推定年俸3000万円で契約を更改した。
2024年は、3月に開催された侍ジャパンシリーズ2024の欧州代表戦で次世代のトップチームを見据え日本代表メンバーに選出された。オープン戦で結果が残せず開幕一軍を逃すが、二軍で調整を続け、4月25日に一軍に昇格する。5月1日のDeNA戦（バンテリンドーム）で「5番・一塁手」としてシーズン初先発を果たすと、スタメン起用3戦目となった5月5日のヤクルト戦（神宮球場）では、小澤怜史から第1号となる本塁打を放った。5月14日の阪神戦（豊橋市民球場）では、同点で迎えた8回一死満塁の場面で決勝打となる2点適時打を放ち、チームの勝利に貢献した。オフには現状維持となる推定年俸3000万円で契約を更改した。

## 選手としての特徴
打者としては高校通算55本塁打の長打力が武器で、走塁速度は50メートル6秒3。
守備では遠投115メートルで、大柄ながらも俊敏でスローイング精度も高い三塁守備が評価されている。また、投手としても最高球速144km/hを記録する強肩を持つ。

## 人物

### 家族
父も同じく東邦高校硬式野球部出身で、第61回選抜高等学校野球大会で優勝した際も、部員（控え捕手）であったがベンチ入りできなかった。
弟も東邦高校硬式野球部で主将を務め、第95回記念選抜高等学校野球大会で4番打者として出場した。

## 詳細情報

### 年度別打撃成績
| 年 度     | 球 団     | 試 合 | 打 席 | 打 数 | 得 点 | 安 打 | 二 塁 打 | 三 塁 打 | 本 塁 打 | 塁 打 | 打 点 | 盗 塁 | 盗 塁 死 | 犠 打 | 犠 飛 | 四 球 | 敬 遠 | 死 球 | 三 振 | 併 殺 打 | 打 率 | 出 塁 率 | 長 打 率 | O P S |
| --------- | --------- | ----- | ----- | ----- | ----- | ----- | -------- | -------- | -------- | ----- | ----- | ----- | -------- | ----- | ----- | ----- | ----- | ----- | ----- | -------- | ----- | -------- | -------- | ----- |
| 2020      | 中日      | 14    | 41    | 36    | 3     | 8     | 2        | 0        | 0        | 10    | 1     | 0     | 0        | 1     | 0     | 3     | 0     | 1     | 12    | 1        | .222  | .300     | .278     | .578  |
| 2022      | 中日      | 37    | 141   | 129   | 11    | 29    | 7        | 1        | 5        | 53    | 19    | 0     | 0        | 1     | 3     | 7     | 1     | 1     | 29    | 0        | .225  | .264     | .411     | .675  |
| 2023      | 中日      | 121   | 464   | 434   | 32    | 105   | 27       | 0        | 13       | 171   | 45    | 0     | 0        | 0     | 4     | 22    | 2     | 4     | 69    | 10       | .242  | .282     | .394     | .676  |
| 2024      | 中日      | 82    | 275   | 254   | 17    | 69    | 16       | 0        | 4        | 97    | 25    | 0     | 0        | 0     | 2     | 17    | 0     | 2     | 37    | 9        | .272  | .320     | .382     | .702  |
| 通算：4年 | 通算：4年 | 254   | 921   | 853   | 63    | 211   | 52       | 1        | 22       | 331   | 90    | 0     | 0        | 2     | 9     | 49    | 3     | 8     | 147   | 20       | .247  | .292     | .388     | .680  |

- 2024年度シーズン終了時

### 年度別守備成績
| 年 度 | 球 団 | 一塁  | 一塁  | 一塁  | 一塁  | 一塁  | 一塁     | 三塁  | 三塁  | 三塁  | 三塁  | 三塁  | 三塁     |
| 年 度 | 球 団 | 試 合 | 刺 殺 | 補 殺 | 失 策 | 併 殺 | 守 備 率 | 試 合 | 刺 殺 | 補 殺 | 失 策 | 併 殺 | 守 備 率 |
| ----- | ----- | ----- | ----- | ----- | ----- | ----- | -------- | ----- | ----- | ----- | ----- | ----- | -------- |
| 2020  | 中日  | -     | -     | -     | -     | -     | -        | 11    | 7     | 15    | 1     | 2     | .957     |
| 2022  | 中日  | -     | -     | -     | -     | -     | -        | 37    | 21    | 68    | 2     | 4     | .978     |
| 2023  | 中日  | 17    | 137   | 9     | 1     | 6     | .993     | 95    | 50    | 138   | 14    | 13    | .931     |
| 2024  | 中日  | 52    | 400   | 29    | 0     | 30    | 1.000    | 14    | 4     | 33    | 1     | 1     | .974     |
| 通算  | 通算  | 69    | 537   | 38    | 1     | 36    | .998     | 157   | 82    | 254   | 18    | 20    | .949     |

- 2024年度シーズン終了時

### 記録
初記録
- 初出場・初先発出場：2020年7月12日、対広島東洋カープ6回戦（ナゴヤドーム）、「7番・三塁手」で先発出場[22][77]
- 初打席・初安打：同上、2回裏に遠藤淳志から左翼線二塁打[22]
- 初打点：2020年7月22日、対読売ジャイアンツ5回戦（ナゴヤドーム）、8回裏に澤村拓一から左越適時安打（二塁で走塁死）[23][78]
- 初本塁打：2022年4月5日、対東京ヤクルトスワローズ1回戦（明治神宮野球場）、8回表に清水昇から左中間越ソロ[34][79]

### 背番号
- 2（2020年 - 2022年）
- 25（2023年 - ）

### 登場曲
- 「SHOW TIME」湘南乃風（2020年[80]、2021年[81]）
- 「暴れん坊将軍メインテーマ」菊池俊輔（2022年）[82]

### 代表歴
- 2019 WBSC U-18ワールドカップ
- カーネクスト 侍ジャパンシリーズ2024 日本 vs 欧州代表